# Ayco
Autopartes y Componentes, S.A. de C.V., más conocida como AYCO, es una empresa mexicana que se dedica a la fabricación de carrocerías para autobuses urbanos, interurbanos y foráneos fundada en 1981. Su sede central se encuentra en Huehuetoca, Estado de México.

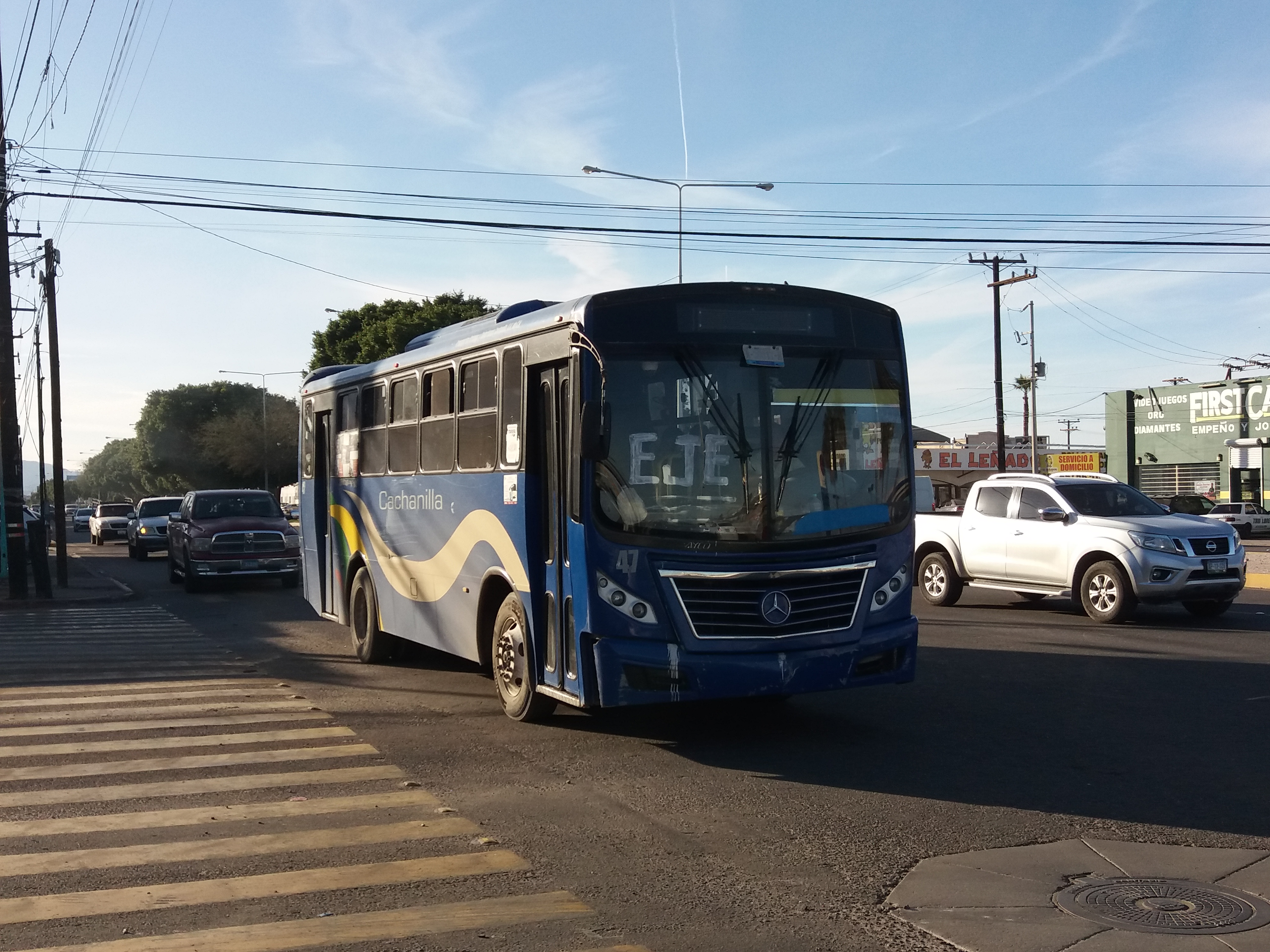
Autobús urbano Mercedes-Benz AYCO Sigma OF en la ruta "Eje Lázaro Cárdenas" en Mexicali, Baja California.

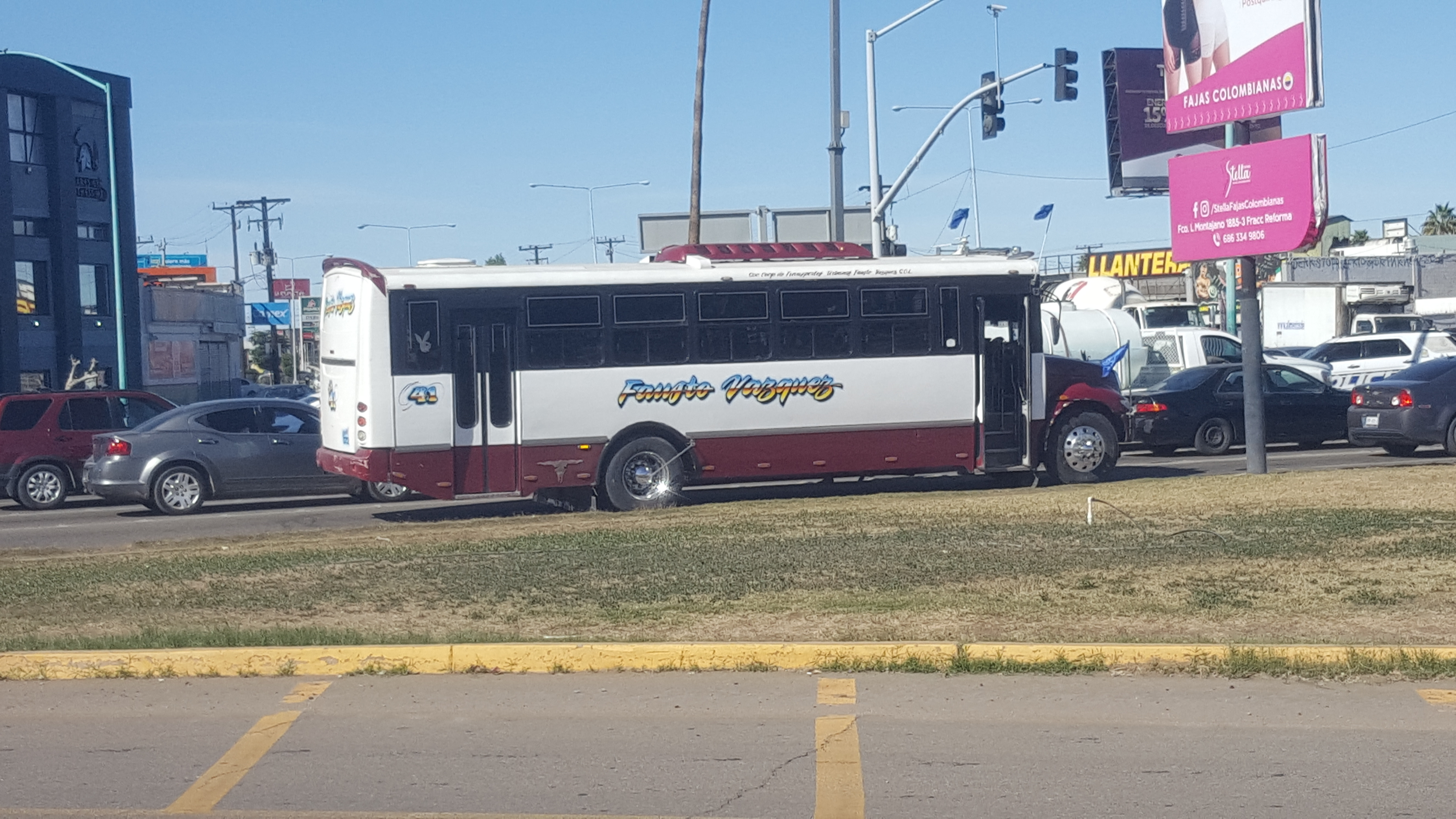
Autobús urbano International AYCO Coraza en la ruta "Comandancia - Buenos Aires" en Mexicali, Baja California.